# استراتنک
استراتنک (به لاتین: Stratenec) یک کوه در اسلواکی است که در اسلواکی واقع شده‌است. استراتنک ۱٬۵۱۲٫۶ متر بالاتر از سطح دریا واقع شده‌است.